# Catedral de San Francisco Javier (Ambon)
La Catedral de San Francisco Javier  o simplemente Catedral de Ambon (en indonesio: Katedral Santo Fransiskus Xaverius) es el nombre que recibe un edificio religioso afiliado a la Iglesia Católica que se encuentra ubicado en la ciudad de Ambon capital de la isla de Ambon en la provincia de Maluku al este del país asiático de Indonesia.
La iglesia honra al sacerdote español Francisco Javier gracias a cuyo trabajo de evangelización el cristianismo se difundió por las islas Molucas
El templo sigue el rito romano o latino y es la iglesia madre de la diócesis de Amboina (Dioecesis Amboinaënsis o Keuskupan Amboina) que empezó como prefectura apostólica en 1902 y fue elevada a su actual estatus en 1961 mediante la bula "Quod Christus" del papa Juan XXIII.
Se encuentra bajo la responsabilidad pastoral del obispo Petrus Canisius Mandagi.